# Doryphoribius bindae
Espèce
Doryphoribius bindae est une espèce de tardigrades de la famille des Isohypsibiidae.

## Distribution
Cette espèce est endémique d'Afrique du Sud.

## Étymologie
Cette espèce est nommée en l'honneur de Maria Grazia Binda.

## Publication originale
- Lisi, 2011 : Remarks on Doryphoribius flavus (Ilharos, 1966), and description of three new species (Tardigrada, Hypsibiidae). Zootaxa, no 2834, p. 17-32.